# Rete tranviaria di Edimburgo
La rete tranviaria di Edimburgo (in inglese Edinburgh Corporation Tramway) era una rete di tranvie in sede stradale e in sede propria, a scartamento normale che ha operato ad Edimburgo, in Scozia, dal 1871 al 1956.
I tram che vi circolavano erano a due piani ed avevano una livrea in rosso scuro e bianco. 

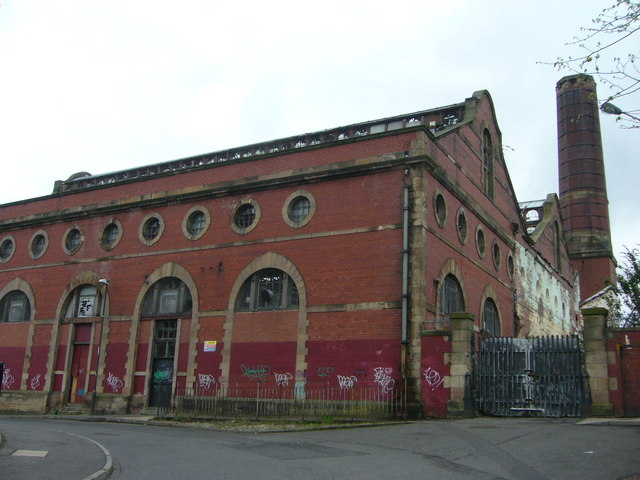
L'antico deposito-officina di Shrubhill

## Storia

### Prodromi: le ippotranvie
La prima tranvia di Edimburgo fu a trazione equina e gestita dalla società scozzese Edinburgh Street Tramways e rimpiazzò un servizio analogo su strada tra Edimburgo e Leith. 
Il servizio fu inaugurato, tra Haymarket e Bernard Street il 6 novembre 1871. 
Nel 1894 le linee, eccetto quella di Leith e Portobello furono rilevate dalla Edinburgh and District Tramways Company. Il 1º luglio 1919 la Edinburgh Corporation rilevò le linee cittadine; la società era controllata da Robert Stuart Pilcher che dal 1906 al 1918 era stato General Manager & Engineer della tranvia di Aberdeen.
Nel 1904 le linee di Leith ancora a cavalli furono rilevate dalla Leith Corporation che nel 1905 le trasformò a trazione elettrica (primo sistema elettrificato della Scozia). Nel 1920 anche tali linee vennero rilevate dalla Edinburgh Corporation.

### Elettrificazione della rete
Fino al 1920 solo Leith aveva il sistema tranviario elettrificato; quello di Edimburgo era invece esercito con trazione a cavo (analogo ai sistemi di San Francisco) che scorreva in una gola tra i binari. Tale diversità di sistema costringeva i passeggeri a cambiare tram a Pilrig (sul "Leith Walk") se dovevano recarsi da Edimburgo a Leith o viceversa.
Nel 1922 Edinburgh Corporation decise di convertire l'intero sistema a trazione elettrica. I lavori richiesero circa tre anni e l'ultimo tram a cavo fu dismesso il 23 giugno del 1923.

### La rete si estende
A Musselburgh la tranvia elettrica esistente dal 1906 aveva un punto di scambio con i tram a cavo di Edimburgo a Joppa fino al 1923; in seguito al cambio di trazione venne incorporata nella rete di Edimburgo con la tranvia di Port Seton, ad est di Levenhall, nel 1928. Il servizio cessò a partire dal 1954.
Durante gli anni trenta la rete si estese ulteriormente collegando Gorgie e Stenhouse (1930), Braids e Fairmilehead (1936), North Gyle e Maybury (1937). La seconda guerra mondiale bloccò ogni ulteriore progetto.

### Decadenza e fine
Nel dopoguerra iniziò la progressiva soppressione delle tranvie in tutto il Regno Unito e la loro sostituzione con autolinee.
Inizialmente la Edinburgh Corporation si avvantaggiò della chiusura delle altre tranvie del paese acquistando alcuni tram per sostituire i propri obsoleti; tuttavia, a partire dal 1950, iniziò l'immissione di autobus su alcune delle tratte tranviarie. Qualche anno dopo, il 16 novembre 1956, il servizio tranviario della rete di Edimburgo venne interamente soppresso in favore del servizio con autobus urbani.

### Preservazione
Il tram a due piani numero 35, costruito nel 1948, è l'unico reperto sopravvissuto. Rimase esposto in un piccolo Museo al deposito di Shrubhill fino alla sua chiusura negli anni ottanta. Il tram 35 fu messo in funzione per breve tempo nel 1988 al Glasgow Garden Festival e sulla tranvia di Blackpool e dinfine fu esposto al National Tramway Museum di Crich in Derbyshire.